# Peter Hochkeppler
Peter Hochkeppler (* 26. September 1909 in Weiß bei Köln; † 28. April 1951) war ein deutscher Politiker (KPD).
Hochkeppler absolvierte im Jahr 1931 das Abitur, im Februar desselben Jahres trat er der KPD bei. Ab 1932 war er Mitglied der erweiterten Bezirksleitung der KPD im Bezirk Mittelrhein. Im Jahr 1933 wurde er unter Schutzhaft der Nationalsozialisten gestellt, unter anderem war er im Konzentrationslager Moor inhaftiert. Von 1944 bis 1945 saß er in politischer Haft. Nach Ende des Zweiten Weltkrieges war er ab Oktober 1945 bis März 1946 Kreissekretär der KPD in Köln-Land und von März 1946 bis Oktober 1946 deren Zweiter Sekretär. Ab Oktober 1946 war er Erster Sekretär der KPD im Bezirk Mittelrhein. Im Jahr 1946 wurde Hochkeppler zum Abgeordneten der zweiten Ernennungsperiode des Landtags von Nordrhein-Westfalen bestimmt. Ein Jahr später zog er über die Liste der KPD in die erste reguläre Legislaturperiode des nordrhein-westfälischen Landesparlamentes ein. Er schied mit deren Ende am 17. Juni 1950 aus dem Landtag aus.